# 松島啓之
松島 啓之（まつしま けいじ、1967年11月17日 - ）は日本のジャズトランペット奏者。神奈川県藤沢市生まれ。

## 来歴
中学時代にブラスバンド部に所属し、トランペットを始める。この頃よりジャズに惹かれる。1984年、神奈川県立湘南高等学校卒業。1988年から1991年までの2年半、バークリー音楽院に留学。音楽院の同期にはロイ・ハーグローヴ、大西順子、大坂昌彦、2管フロントで自己のクインテットを結成以来不動のメンバーで活動を続けるピアノの今泉正明、ドラムスの広瀬潤次、アルト・サクソフォーンの山田穣、ベースの本川悠平、嶋友行ら。
自身のクインテットの他、様々なセッションに単身参加。トレードマークのようにベースボール・キャップをかぶっている。
カルロス菅野率いる熱帯JAZZ楽団、大野雄二がリーダーを務める「Yuji Ohno & Lupintic Five」「Yuji Ohno & Lupintic Six」にも参加。その他、日野元彦、峰厚介、本田竹廣、小林陽一&グッド・フェローズなどのグループのメンバーとして活動している他、リーダー・アルバムもリリースしている。

## ディスコグラフィー

### リーダー・アルバム
- Something Like This（1995年2月17日、アルファ・ジャズ） - KEIJI名義
- BRAND NEW（1996年2月21日、アルファ・ジャズ）
- The Song Is You（1997年3月26日、アルファ・ジャズ）

### 松島啓之クィンテット名義
- Happy Times（1998年9月23日、アルファ・ジャズ / 2003年再発、ポニーキャニオン）
- DEDICATED TO YOU Live at Body&Soul（2012年11月18日、MOCK HILL RECORDS）